# Igelsbach (Absberg)

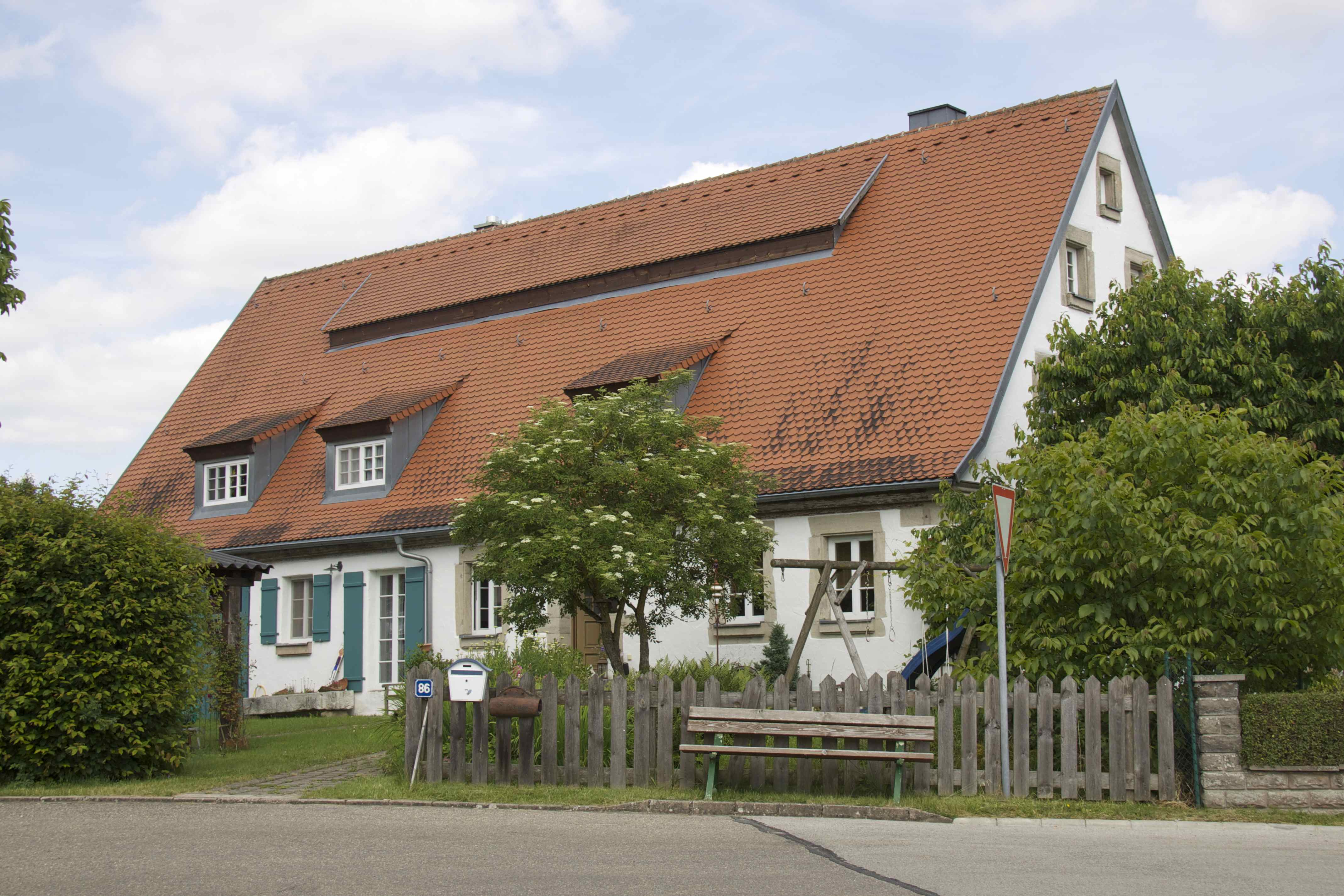
Igelsbach Nr. 86

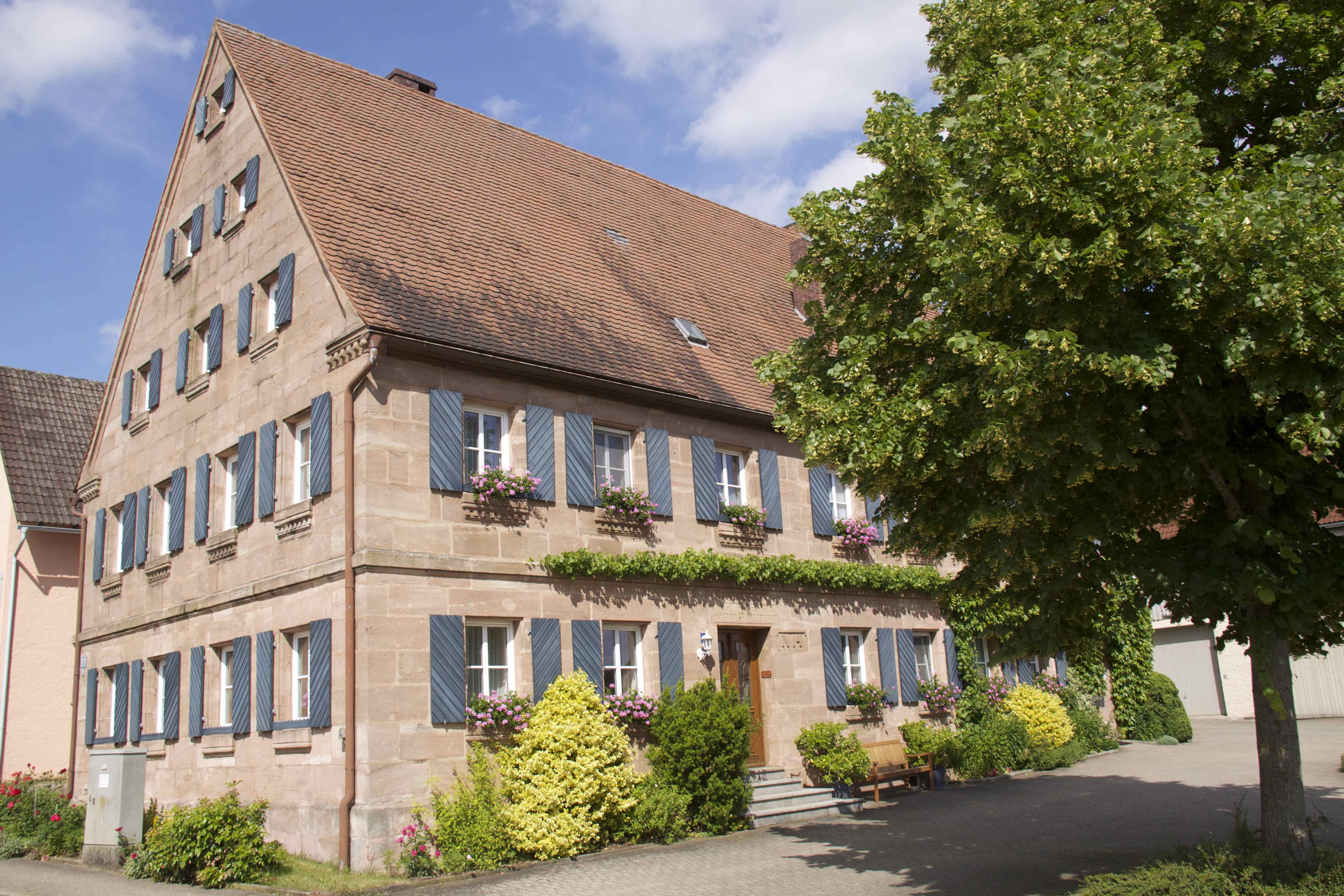
Denkmalgeschütztes Haus Igelsbach Nr. 62

Igelsbach ist ein Gemeindeteil des Marktes Absberg im Landkreis Weißenburg-Gunzenhausen (Mittelfranken, Bayern). Igelsbach liegt in der Gemarkung Kalbensteinberg.

## Geographie
Das Dorf liegt in der Landschaft des Spalter Hügellandes in der Nähe des Igelsbachsees inmitten des Fränkischen Seenlands. In der näheren Umgebung des Ortes entspringen der Schafweihergraben, der Klingenbach, der Hopfstattgraben und der Eilenbach, alles Nebenflüsse des durch den Ort fließenden Igelsbachs. Dieser mündet etwa zwei Kilometer südöstlich in den Igelsbachsee. Am Ortsrand befindet sich der Schafweiher. Absberg liegt rund zwei Kilometer Luftlinie entfernt. Südöstlich liegt der seit 1989 ausgewiesene Naturschutzgebiet Stauwurzel des Igelsbachsees. Die Gemeindegrenze zur Stadt Spalt im Landkreis Roth verläuft unweit östlich. Die Bundesstraße 466, von Gunzenhausen nach Schwabach verläuft drei Kilometer westlich des Ortes. Gemeindestraßen verbinden Ort mit den umliegenden Dörfern sowie mit den Kreisstraßen WUG 1 und WUG 21 sowie mit den Kreisstraßen RH 6 und RH 18. Durch Igelsbach führt die Nürnberg-Bodensee-Route des Jakobsweg. Weitere Fernwanderwege sind Der Seeländer und der Dr.-Fritz-Linnert-Weg.

## Geschichte
1326 wurde Igelsbach erstmals erwähnt. Im Jahre 1846 sind dort 35 Häuser, 38 Familien und 180 Seelen verzeichnet. 1875 lebten im Ort in 61 Gebäuden 199 Menschen mit sieben Pferden und 159 Rindviechern. Bis zur Gemeindegebietsreform, die am 1. Mai 1978 in Kraft trat, gehörte der Ort zur Gemeinde Kalbensteinberg.

## Boden- und Baudenkmäler
Nordwestlich des Ortes befindet sich eine keltische Viereckschanze. Die Gebäude Igelsbach 20 und Igelsbach 62 stehen unter Denkmalschutz.

## Persönlichkeiten
Der österreichische Schriftsteller Hans Heinrich Formann (1939–2016) lebte von 1980 bis 2016 in Igelsbach.